# Décès en 1919
Décès
- 1915
- 1916
- 1917
- 1918
- 1919
- 1920
- 1921
- 1922
- 1923

Cet article présente une liste de personnalités mortes au cours de l'année 1919.

Les mois de l'année font également l'objet de listes spécifiques :

## Décès par mois

### Date inconnue
- Jacques Berger, peintre et dessinateur sur tissu français (° 22 novembre 1834).
- Henri Carot, peintre verrier français (° 25 octobre 1850).
- Jean-Baptiste Georges Gassies, peintre et aquarelliste français (° 1829).
- Radovan Miletić, colonel et géographe de l'armée serbe (° 12 janvier 1844).
- Mohamed Remaoun, mystique, poète et musicien algérien (° 1833).
- Adolf Steinmetz, ingénieur et homme politique allemand (° 14 janvier 1886).

### Janvier
- 6 janvier : Theodore Roosevelt, ex-président des États-Unis (° 27 octobre 1858).
- 8 janvier : Joaquín Agrasot, peintre espagnol (° 24 décembre 1836).
- 15 janvier : 
  - Rosa Luxemburg, militante socialiste et théoricienne marxiste russe naturalisée allemande (° 5 mars 1871).
  - Karl Liebknecht, leader communiste (° 13 août 1871).
- 16 janvier :
  - Rudolf Dittrich, musicien autrichien (° 25 avril 1861).
  - Francisco de Paula Rodrigues Alves, avocat et homme d'État brésilien (° 7 juillet 1848).
- 19 janvier : Sándor Wagner, peintre hongrois (° 16 avril 1838).
- 21 janvier : Ahmed Muhtar Pacha, général et Grand vizir de l'Empire ottoman (° 1er novembre 1839).
  - Gojong de Corée, dernier roi de Joseon et premier empereur de l'Empire coréen (° 8 septembre 1852)
- 22 janvier : Carl Larsson, dessinateur, illustrateur, peintre et aquarelliste suédois (° 28 mai 1853).
- 24 janvier : Ismail Qemali, homme politique albanais (° 16 janvier 1844).
- 26 janvier :
  - Byam Shaw, peintre, illustrateur et enseignant britannique (° 13 novembre 1872).
  - Yamashita Rin, peintre d'icônes pour l'église orthodoxe du Japon (° 16 juin 1857).
- 27 janvier :
  - Léon Delachaux, peintre franco-suisse naturalisé américain (° 30 juillet 1850).
  - Ferdinand d'Huart, peintre luxembourgeois (° 14 mars 1858).
- 29 janvier : Richard Bergh, peintre suédois (° 28 décembre 1858).
- 30 janvier : Sam Steele, officier de la gendarmerie royale du Canada (° 5 janvier 1849).
- 31 janvier : Narcisse Rabier, peintre français (° 1er mars 1829).

### Février
- 2 février : Xavier Leroux, compositeur français (° 11 octobre 1863).
- 16 février : Joseph Rulot, sculpteur belge (° 29 janvier 1853).
- 17 février :
  - Wilfrid Laurier, ancien Premier ministre du Canada de 1896 à 1911 (° 20 novembre 1841).
  - Raymond Tournon (père), peintre, illustrateur et affichiste français (° 7 mai 1870).
- 19 février : Rodolphe Forget, homme d'affaires et politicien canadien (° 10 décembre 1861).
- 20 février : Victor von Herzfeld, compositeur et violoniste hongrois (° 8 octobre 1856).
- 21 février : Giovanni Bolzoni, violoniste, compositeur et pédagogue italien (° 15 mai 1841).
- 22 février : Adolf Hamilton, comte et militaire suédois (° 30 octobre 1882).
- 24 février : Arthur Calame, peintre et graveur suisse (° 7 octobre 1843).
- 25 février : André Chantemesse, médecin et biologiste français (° 23 octobre 1851).
- 28 février : Enrico Cavalli, peintre postimpressionniste italien (° 8 novembre 1849).

### Mars
- 4 mars : Georges Cain, peintre français (° 16 avril 1853).
- 7 mars : Maria Dulębianka, peintre, journaliste et écrivaine polonaise (° 21 octobre 1861).
- 8 mars : Alexis Mérodack-Jeaneau, peintre et sculpteur français (° 1er décembre 1873).
- 13 mars : Fricis Bārda, poète letton (° 25 janvier 1880).
- 14 mars : Heinrich Koulen, facteur d'orgues allemand (° 23 juin 1845).
- 16 mars : Iakov Sverdlov, homme politique russe puis soviétique (° 3 juin 1885).

### Avril
- 1er avril : Charles Milcendeau, peintre français (° 18 juillet 1872).
- 4 avril : Sir William Crookes, inventeur britannique (° 17 juin 1832).
- 9 avril :
  - Sidney Drew, acteur, réalisateur, scénariste et producteur américain (° 28 août 1863).
  - Emiliano Zapata, révolutionnaire mexicain (° 8 août 1879).
- 13 avril : Franc-Lamy, peintre et graveur français (° 12 mai 1855).
- 18 avril : Joaquín Rucoba, architecte espagnol (° 13 janvier 1844).
- 20 avril : Theo von Brockhusen, peintre, dessinateur et graveur allemand (° 16 juillet 1882).
- 24 avril : Camille Erlanger, compositeur français (° 25 mai 1863).

### Mai
- 6 mai : Lyman Frank Baum, écrivain, acteur et réalisateur américain (° 15 mai 1856).
- 14 mai : Henry John Heinz, inventeur américain (° 11 octobre 1844).
- 23 mai : Gyula Aggházy, peintre de genre hongrois et professeur de l'École des Beaux-Arts de Budapest (° 20 mars 1850).
- 26 mai : Charles Herbert, peintre et photographe français (° 22 mai 1829).
- 28 mai : Henri Rondel,  peintre français (° 2 février 1857).

### Juin
- 1er juin : Paul Cunisset-Carnot, magistrat, homme politique et écrivain français (° 19 mars 1849).
- 14 juin : Oleksandr Mourachko, peintre et professeur russe (° 7 septembre 1875).
- 20 juin : Tivadar Kosztka Csontváry, peintre expressionniste hongrois (° 5 juillet 1853).
- 21 juin : Cesare Tallone, peintre italien (° 11 août 1853).
- 22 juin : Dominique Lang, peintre luxembourgeois (° 15 avril 1874).

### Juillet
- 3 juillet : Fred Montague, acteur britannique (° 1864).
- 12 juillet : Désiré Maroille, homme politique belge (° 23 novembre 1862).
- 27 juillet :
  - Adelina Patti, chanteuse d'opéra (soprano colorature) italienne (° 10 février 1843).
  - Charles Conrad Abbott, archéologue et naturaliste américain (° 4 juin 1843).
- 29 juillet : Frederick Peters, premier ministre de l'Île-du-Prince-Édouard (° 8 avril 1851).
- 31 juillet : Ferdinand Thieriot, violoncelliste et compositeur allemand (° 7 avril 1838).

### Août
- 2 août : Johann von Dallwitz, homme politique allemand (° 29 septembre 1855).
- 7 août :
  - Cesare Maccari, peintre et aquafortiste italien (° 9 mai 1840).
  - François Rivoire, peintre français (° 16 avril 1842).
- 19 août : Mark F. Napier, banquier, homme politique et homme d'affaires britannique (° 21 janvier 1852).
- 26 août : Eugène Dédé, compositeur et chef d'orchestre français (° 12 janvier 1867).
- 27 août : Louis Botha, général et homme politique sud-africain (° 27 septembre 1862).
- 28 août : Adolf Schmal, coureur cycliste autrichien (° 18 septembre 1872).
- 30 août : Nikolaï Chtchors, héros de la guerre civile russe (° 6 juin 1895).

### Septembre
- 2 septembre : Georges Clairin, peintre et illustrateur français (° 11 septembre 1843).
- 9 septembre : Henri Lutz, compositeur et enseignant français (° 29 mars 1864).
- 17 septembre : Kálmán Fülepp, homme politique hongrois (° 10 avril 1851).
- 18 septembre : Georges Douay, compositeur et collectionneur français (° 7 janvier 1840).

### Octobre
- 2 octobre : Victorino de la Plaza, homme politique argentin (° 2 novembre 1840).
- 7 octobre : Alfred Deakin, intellectuel, avocat et homme d'État britannique puis australien (° 3 août 1856).
- 10 octobre :
  - Leo Arons, physicien et homme politique allemand (° 15 février 1860).
  - Emmanuel Bocher, officier, auteur et peintre français (° 10 janvier 1835).
- 14 octobre : Simon Hugh Holmes, premier ministre de la Nouvelle-Écosse (° 30 juillet 1831).
- 27 octobre : Alfred Roll, peintre français (° 1er mars 1846).
- ? octobre : Marie Empress, actrice britannique (° 26 mars 1884).

### Novembre
- 4 novembre : Sophie Tolstoï, romancière, diariste et photographe russe, relectrice-correctrice de Léon Tolstoï (° 22 août 1884).
- 7 novembre : Angelo Morbelli, peintre divisionniste italien (° 18 juillet 1853).
- 11 novembre :
  - George Haddow, politicien canadien (° 10 décembre 1833).
  - Pavel Tchistiakov, peintre et professeur russe (° 5 juillet 1832).
- 13 novembre : Jacques Martin, peintre français (° 11 novembre 1844).
- 14 novembre : Jean-Baptiste Brunel, peintre français (° 3 octobre 1844).
- 15 novembre : Alfred Werner, chimiste (° 12 décembre 1866).
- 18 novembre : Thiodolf Rein, philosophe universitaire et homme politique finlandais (° 28 février 1838).
- 19 novembre : Louis Braquaval, peintre français (° 24 octobre 1854).
- 22 novembre : Robert Vollstedt, compositeur allemand de valses (° 19 décembre 1854).

### Décembre
- 3 décembre : Pierre-Auguste Renoir, peintre français (° 25 février 1841).
- 6 décembre : Emil Steinbach, chef d'orchestre et compositeur allemand (° 15 novembre 1849).
- 9 décembre : Władysław Kulczyński, zoologiste polonais (° 27 mars 1854).
- 18 décembre :
  - Henri Fournier, coureur cycliste et pilote de vitesse moto français (° 14 avril 1871).
  - Horatio Parker, compositeur, organiste et professeur américain (° 15 septembre 1863).
- 21 décembre : Louis Diémer, pianiste et compositeur français (° 14 février 1843).
- 25 décembre : Udo Steinberg, footballeur et entraineur allemand (° 1877).
- 29 décembre : William Osler, médecin canadien (° 12 juillet 1849).